# Gustavianischer Stil
Als gustavianischen Stil bezeichnet man den klassizistischen Stil in der Architektur, im Design und im Kunsthandwerk in Schweden, der unter König Gustav III. (1771–1792) eingeführt wurde und sich unter Gustav IV. Adolf (regierte 1792–1809) fortsetzte. Der gustavianische Stil ist stark beeinflusst vom französischen Klassizismus zur Zeit König Ludwigs XVI. (siehe Louis-seize), hat aber auch direkte Vorbilder in der Antike. 

## Vertreter
Wichtige Vertreter dieses Stils in Schweden sind die Architekten Jean Eric Rehn, Carl Fredrik Adelcrantz, Carl August Ehrensvärd, Erik Palmstedt, Olof Tempelman und Louis Masreliez. Als Möbelbauer sind vor allem Georg Haupt, Gottlieb Iwersson und Erik Öhmark, als Silberschmiede sind Petter Enroth und Pehr Zethelius bekannt und als Zeichner und Bildhauer Johan Tobias Sergel.

## Bauten
Einrichtungen im gustavianischen Stil kann man in den Schlössern Övedskloster, Sturehov und Tullgarn sowie im Gustav III. Pavillon im Hagapark sehen.